# Nationale Front (Schweiz)

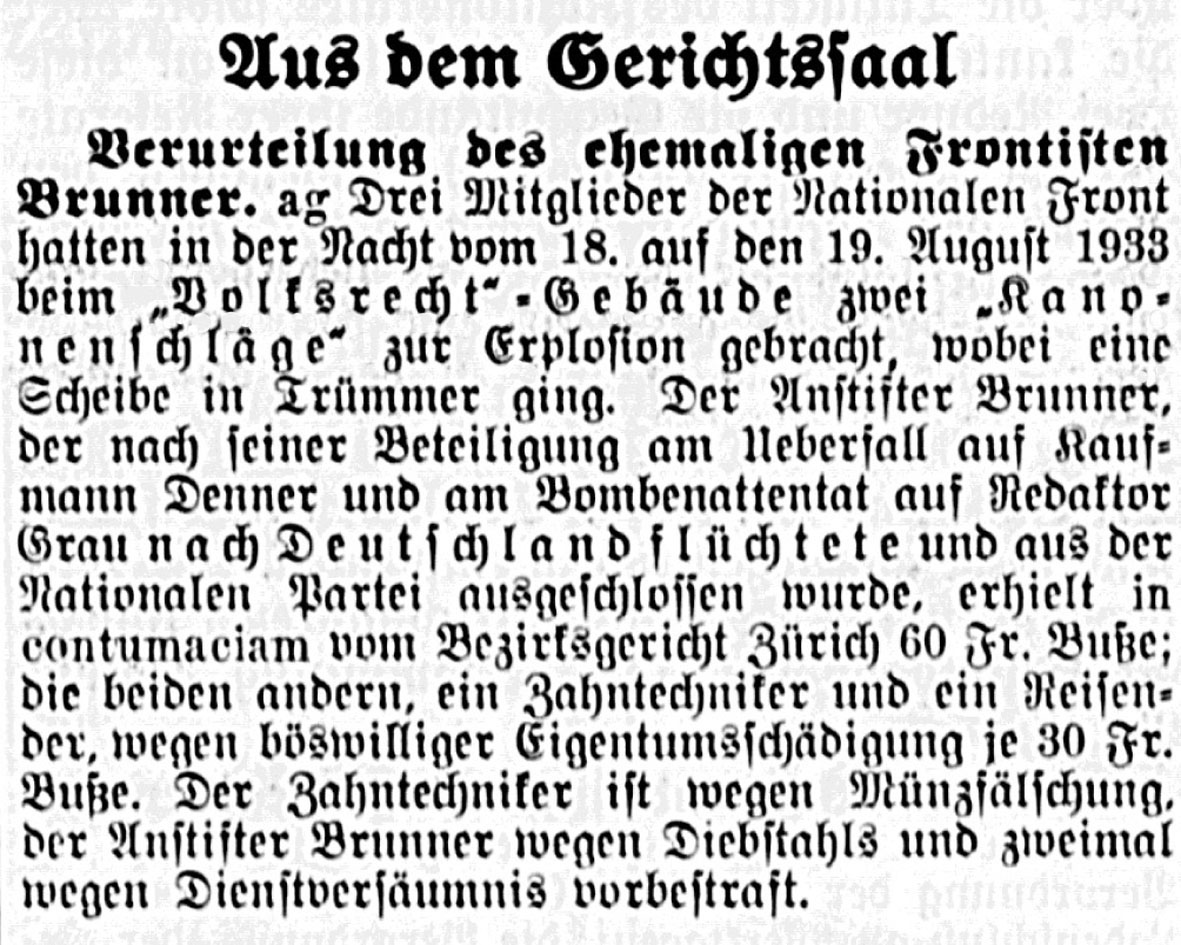
Zeitungsartikel in der NZZ (1934)

Die Nationale Front (NF) war eine faschistische Partei der Schweiz. Sie war in den 1930er und 1940er Jahren aktiv und bildete Teil der Frontenbewegung.

## Entwicklung
Die Nationale Front war die einflussreichste Partei der sogenannten Frontenbewegung, die Anfang der 1930er Jahre das politische System der Schweiz mit einer neuen völkischen Ideologie herausforderte. Beeinflusst von faschistischen Ideen, die im Nachbarland Italien 1922 bereits an die Macht gekommen waren und die in dieser Zeit in ganz Europa aufblühten, organisierten sich auch in der Schweiz ab 1930 zwei Hochschulgruppen an der Universität Zürich. Der geistig überragende Kopf der Frontenbewegung war Paul Lang. Er entwickelte ab 1931 die staatspolitischen Theorien des Frontismus. Die eher akademisch-elitär geprägte, aus dem Jungfreisinn hervorgehende Neue Front, geführt von Robert Tobler, und die proletarisch-völkische Nationale Front, geführt von Rolf Henne, schlossen sich im April 1933 zum Kampfbund Neue und Nationale Front zusammen, aus dem dann im Mai desselben Jahres die Partei Nationale Front hervorging.
Diese erlebte in den folgenden Monaten einen deutlichen Zulauf an Wählerstimmen und Einfluss, der als Frontenfrühling in die Schweizer Geschichte eingegangen ist. Dieser Aufschwung ist eng mit der Machtergreifung Adolf Hitlers wenige Wochen zuvor im Deutschen Reich zu verknüpfen.
Ihren grössten Zulauf erhielt die Nationale Front im Herbst 1933, als sie bei den nationalen Wahlen in Zürich deutlich den Sprung in den Schweizer Nationalrat schaffte und auch in Schaffhausen Gewinne erzielte. Eine gewisse Bedeutung erlangte die Nationale Front in den grenznahen Kantonen Aargau, Zürich und Schaffhausen. In anderen Regionen, vor allem der französischsprachigen und italienischsprachigen Schweiz, konnte die Nationale Front nie wirklich Fuss fassen.
Ideologisch lehnte sich die Nationale Front immer deutlicher an das nationalsozialistische Vorbild der NSDAP an. Während die Partei anfänglich noch einen Sonderweg der Schweiz betonte, bekannte sie sich ab 1936 offen zur (deutsch-)nationalsozialistischen Weltanschauung. Dies stiess auf den Widerstand der meisten Schweizer und leitete den schleichenden Niedergang der Partei ein. Während gemässigte Kräfte der Partei ihren Rücken kehrten, entwickelte sich die Nationale Front mehr und mehr zu einer radikalen Splittergruppe nationalsozialistischer Schweizer.
Spätestens seit Mitte der 1930er Jahre bildete die Partei geheime paramilitärische Einheiten, in denen sie zu einem offenen Kampf gegen das System überging. Sie beging verschiedene kleinere Anschläge in Zürich und Bern und veranstaltete im Sommer 1937 einen nicht angemeldeten Marsch auf Bern, bei dem Parteimitglieder für einige Stunden den Parlamentsplatz besetzten und sich gewalttätige Auseinandersetzungen mit der Polizei lieferten.
Seit 1938 wurde die Nationale Front verstärkt von polizeilichen Behörden überwacht. Dies führte im Frühjahr 1940 zur Verhaftung des Parteiführers Robert Tobler und zur Selbstauflösung der Partei, was jedoch nicht das Ende der Bewegung bedeutete, sondern lediglich deren Neuetikettierung: Fast alle alten Mitglieder setzten ihre Aktivitäten unter dem neuen Namen Eidgenössische Sammlung fort.

## Äussere Erscheinung
Äusserlich orientierte sich die Nationale Front einerseits an Elementen der mittelalterlichen Schweizer Eidgenossenschaft, andererseits an faschistischen und nationalsozialistischen Vorbildern wie der NSDAP.
Emblem der Nationalen Front war die alte Schweizerfahne mit bis zum Rand durchgezogenem, schlankem Kreuz (ein Symbol, das in leicht abgeänderter Form wieder von der PNOS benutzt wurde). Offizieller Gruss der Frontisten war das altschweizerische Harus mit Heben des rechten Armes. Bis zum gesetzlichen Verbot von Uniformen trat die «Schutzstaffel» der Partei, die in sogenannten Harsten organisiert war, in grauen Uniformen auf.

## Mitgliederzahlen
Die Nationale Front führte keine offenen Mitgliedsbücher, deshalb lassen sich Mitgliedszahlen nur schwer abschätzen. Die Wissenschaft geht von folgenden Hochrechnungen aus:
- 1933: 4000
- 1934: 5000
- 1935: 9000
- 1939: 2300

## Parteiführer
- 1933–1934: Ernst Biedermann
- 1934–1938: Rolf Henne
- 1938–1940: Robert Tobler

## Prominente Mitglieder
- 1932–1934: Emil Staiger
- 1934–1936: Franz Riedweg
- 1934–?: François Genoud[4]
- Arthur Fonjallaz
- Walter Adolf Jöhr
- James Schwarzenbach
- ?–1933: Oberstdivisionär Emil Sonderegger
- Georges Thormann, Burgerratspräsident von Bern
- Wolf Wirz
- Werner Kägi
- Hans Kläui